# Musée Barberini
Pour les articles homonymes, voir Barberini.
Le musée Barberini (en allemand : Museum Barberini) est une institution culturelle allemande inaugurée en 2017 et située à Potsdam.
Sa collection permanente est constituée de tableaux issus de la collection privée de l'entrepreneur et mécène allemand Hasso Plattner.

## Histoire du site
Le musée est situé dans le palais Barberini de Potsdam, construit au XVIIIe siècle et entièrement reconstruit à partir des années 2000. Presque totalement détruit durant le Seconde Guerre mondiale, le site ne fait l'objet d'un projet de réhabilitation qu'après la chute du mur de Berlin, avec l'appui du fondateur de l'entreprise SAP, Hasso Plattner, qui, outre son investissement dans le projet de reconstruction du bâtiment, décide d'y créer un musée abritant des œuvres d'art issues de sa collection privée.

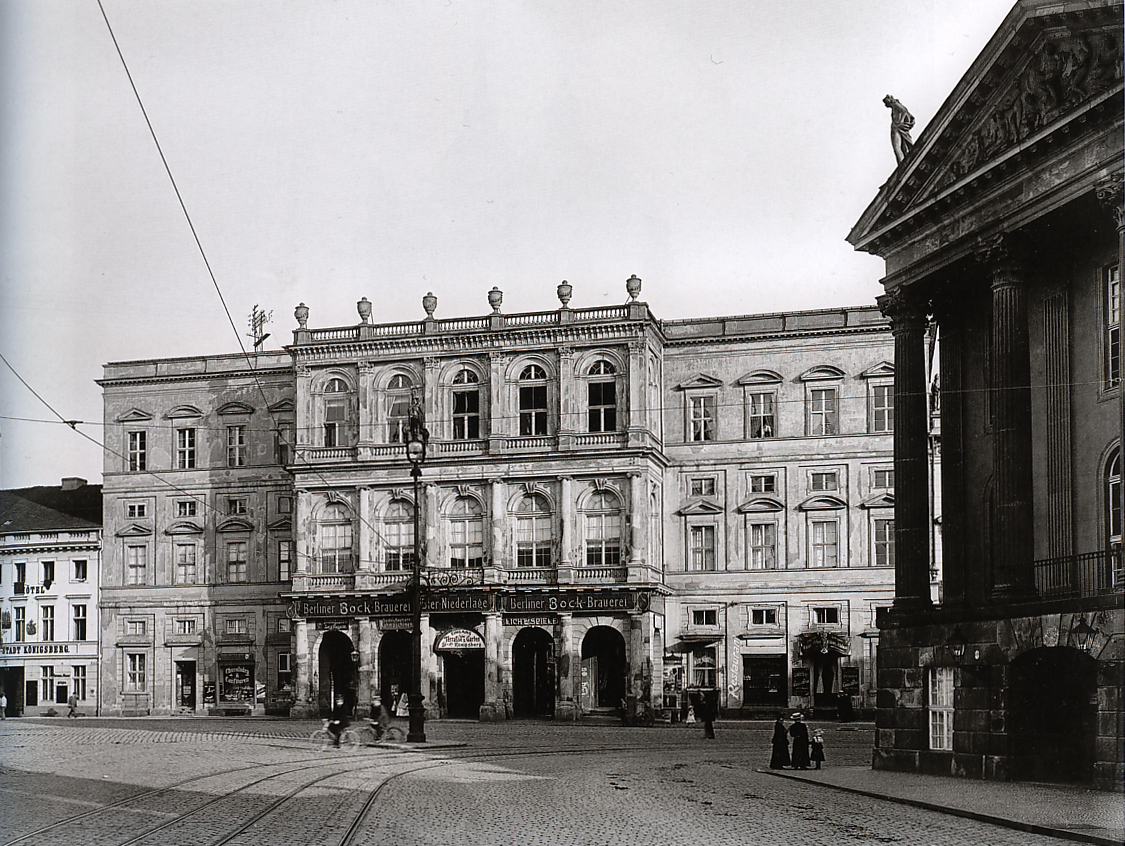
Le palais Barberini en 1907.

L'inauguration du musée a lieu en 2017.

## Offre culturelle
L'offre culturelle permanente est la collection Hasso Plattner. Le musée organise aussi trois expositions par an, en collaboration avec des musées du monde entier, consacrées à la peinture et à la sculpture.
Le musée propose des visites guidées. Son site internet dispose d'une offre de visites virtuelles,.

## La collection permanente
La collection est essentiellement composée d'œuvres d'artistes français de la fin du XIXe au début du XXe siècle.
Elle est constituée de 103 tableaux de peinture dont 34 réalisés par Claude Monet. Cela en fait un des fonds majeurs consacrés à ce peintre.

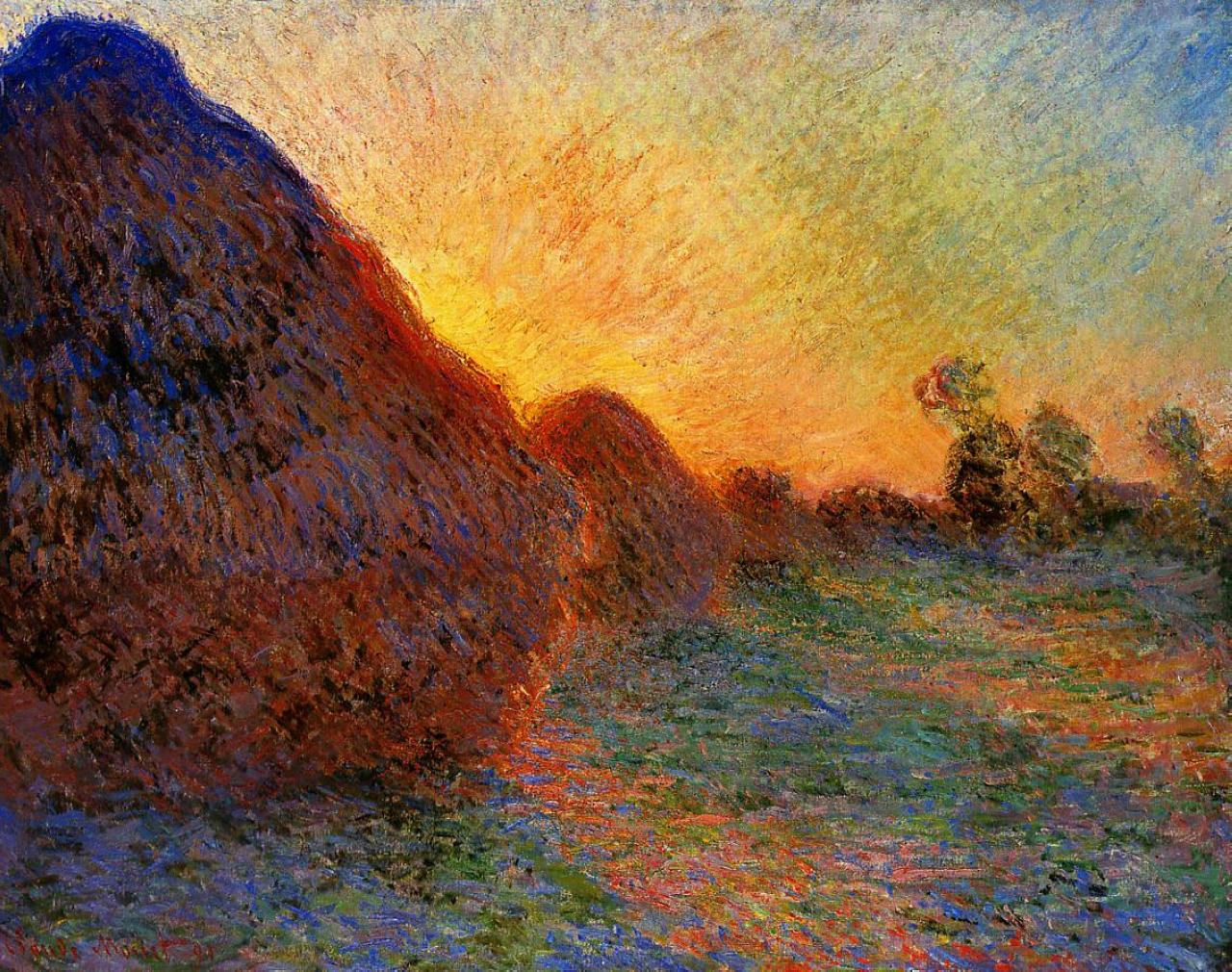
Monet : Meules (W1273); collection Hasso Plattner.
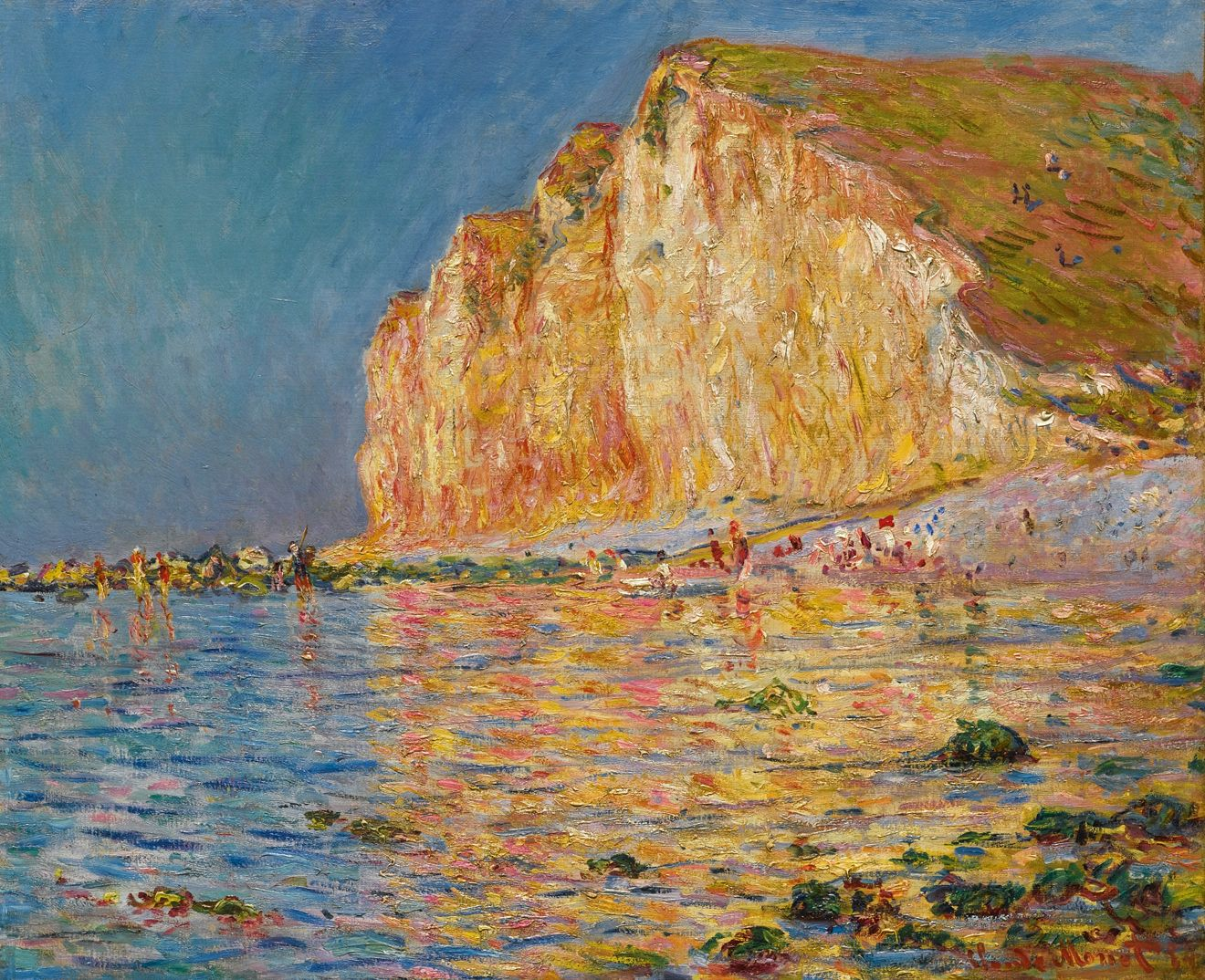
Monet : Marée basse aux Petites-Dalles (W905), collection Hasso Plattner.
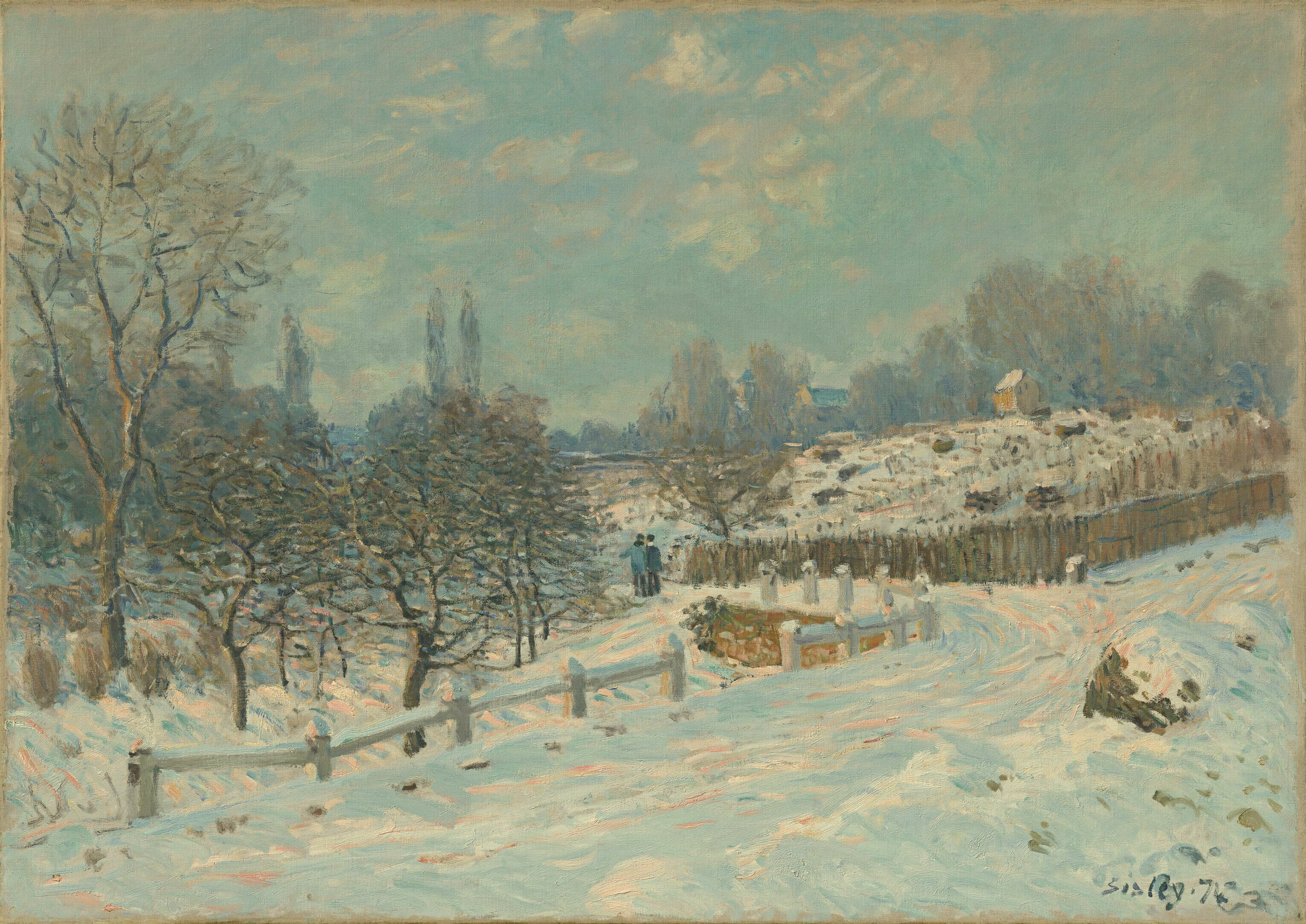
Alfred Sisley : Route de Louveciennes effet de neige, 1874,  collection Hasso Plattner.